# Bajo Occidente
Occidente Próspero o Bajo Occidente es una de las seis subregiones que componen el departamento colombiano de Caldas; es la más pequeña de estas.

## Municipios
La subregión comprende 5 municipios:
- Anserma
- Belalcazar
- Risaralda
- San José
- Viterbo

## Geografía
La región se caracteriza por poseer un relieve muy accidentado de cuchillas o filos estructurales que corresponde a la cordillera Occidental, y que además predomina en todo el departamento de Caldas; con altitudes que oscilan entre los 1.000 y 1.900 m s. n. m., con pisos térmicos cálido y medio lo que produce paisajes colinadso de piedemonte, fuertemente ondulado, con pendientes suaves o moderadas; y valles orientados en el sentido norte – sur, como los del río Risaralda y del Cauca, con tipos de relieve plano y pendientes, y paisajes de montaña, con relieve escarpado en las laderas.
Una de las importantes formaciones geológicas es el Cerro Santana (municipio de Risaralda) ubicado a 1.900 m s. n. m., desde el cual se puede apreciar el valle del Risaralda, el cañón del Cauca, el norte del departamento del Valle y las estribaciones de las cordilleras Occidental y Central.

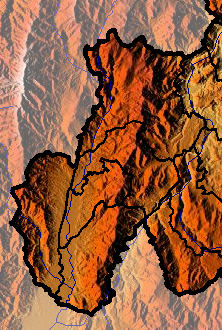
Topografía del Occidente Prospero

### Hidrografía
El Occidente Próspero se encuentra en dos cuencas: la del río Risaralda y la cuenca de ríos afluentes directos al Cauca, el río Cauca se desplaza por el costado este, conformando el llamado Cañón del Cauca y el río Risaralda y su respectivo valle que divide a Viterbo del resto de la subregión hasta pasar por el costado oeste; estos ríos son los más importantes que bañan la subregión, además de decenas de pequeños riachuelos o quebradas que desembocan en estos.

### Límites
El Occidente Próspero limita al este con los municipios de Neira, Palestina, Manizales y Chinchina del Centrosur, al norte con Quinchia y Guática, al oeste con Belén de Umbría, Apía y Santuario, y al sur con La Virginia y Marsella, todos estos pertenecientes al departamento de Risaralda.